# Sacra Famiglia di Nazareth
Sacra Famiglia di Nazareth är en kyrkobyggnad i Rom, helgad åt den Heliga familjen. Kyrkan är belägen i Rione Esquilino och tillhör församlingen Santi Marcellino e Pietro al Laterano. Kyrkan tillhör Suore della Sacra Famiglia di Nazareth, en orden grundad av den saliga Franciszka Siedliska år 1875.